# Marcel Limage
Marcel Limage (* 21. Juli 1929 in Quaregnon, Belgien; † 9. April 2019) war ein belgischer Boxer. Er war Europameister der Amateurboxer 1951 im Halbschwergewicht.

## Werdegang
Amateurlaufbahn
Marcel Limage war bereits als Amateurboxer sehr erfolgreich. Am 23. November 1949 stand er in der belgischen Amateurauswahl, die in London gegen England antrat. Er kämpfte im Halbschwergewicht gegen Donald Scott und musste eine Punktniederlage einstecken. Einen weiteren Länderkampf bestritt er für Belgien am 11. Februar 1950 in Brüssel. Es ging wieder gegen England und in diesem Vergleich siegte Marcel Limage über Vic Harrisson nach Punkten.
Am 30. März 1951 startete Marcel Limage in einer Europaauswahl, die in den Vereinigten Staaten kämpfte. Beim ersten Vergleich USA gegen Europa am 30. März 1951 in Chicago verlor er gegen Bobby Jackson durch technisches KO in der 1. Runde. Er konnte wegen einer dabei erlittenen Verletzung zum zweiten Kampf in Washington, D.C. zwei Tage später nicht mehr antreten.
In der Zeit vom 14. bis zum 19. Mai 1951 fanden in Mailand die Europameisterschaften im Amateurboxen statt. Marcel Limage war von seiner Verletzung wiederhergestellt und in hervorragender Form. Er bestritt in Mailand im Halbschwergewicht drei Kämpfe. Im Viertelfinale bezwang er Tebbakka aus Frankreich, im Halbfinale Alfonsetti aus Italien und im Finale Lingaas aus Norwegen jeweils nach Punkten und wurde damit Europameister.
Profilaufbahn
Marcel Limage trat im Herbst 1951 zu den Profiboxern über. Er kämpfte bis zum Frühjahr 1953 fast ausschließlich im heimischen Belgien und erzielte dabei 20 Siege in Folge. Am 18. März 1953 wurde er durch einen Sieg über Victor d'Haes belgischer Meister im Halbschwergewicht. Am 19. Juni 1953 boxte er in Hamburg gegen den erfahrenen Deutschen Willi Hoepner und musste eine schwere KO-Niederlage hinnehmen. Gut erholt konnte er zwar seine nächsten Kämpfe wieder gewinnen und am 25. Oktober 1953 in Genappe seinen belgischen Meistertitel durch einen KO-Sieg über Andre de Keersgieter erfolgreich verteidigen, aber seine weiteren Versuche, sich durch Siege über gute europäische Boxer in der Rangliste der besten Halbschwergewichtler zu etablieren schlugen fehl. Er verlor in jenen Kämpfen u. a. gegen Albert Finch aus England, Ivano Fontana aus Italien und gegen die Deutschen William Besmanoff und Winfried Henne, die nicht einmal zur allerersten Garnitur der deutschen Halbschwergewichtler zählten.
Marcel Limage verteidigte am 2. April 1955 und am 21. Mai 1955 seinen Meistertitel noch zweimal erfolgreich gegen Andre Wyns und Victor Vicky und wechselte danach in das Schwergewicht. Aber auch in dieser Gewichtsklasse konnte er keine großen Erfolge mehr erzielen. Er verlor gegen die englischen Spitzenboxer Joe Erskine, Dick Richardson und Joe Bygraves und auch gegen die Deutschen Hans Friedrich (Boxer), Hans Kalbfell, Helmut Ball und Oskar Büttner. Auch ein Versuch am 22. November 1956 in Brüssel belgischer Meister im Schwergewicht zu werden schlug fehl. Er unterlag gegen Alain Cherville durch KO in der 6. Runde.
Im Frühjahr 1959 beendete Marcel Limage deshalb seine Laufbahn als Berufsboxer.